# بوطاليا تشوكوية
بوطاليا تشوكوية (الاسم العلمي:Potalia chocoensis) هي نوع من النباتات يتبع جنس البوطاليا من الفصيلة الجنطيانية.